# 流波䃥镇
流波䃥镇，原名张冲乡，是中华人民共和国安徽省六安市金寨县下辖的一个乡镇级行政单位。

## 行政区划
流波䃥镇下辖以下地区：
张冲村、流波村、官田村、百莲村、黄畈村和黄河村。